# Південна Луангва
Південна Луангва (англ. South Luangwa National Park) — національний парк на сході Замбії. Знаходиться за 250 км на північний схід від столиці країни Лусаки. Площа становить 9050 км². Розташований у басейні річки Луангва.

## Фауна
У Національному парку Південна Луангва трапляється близько 60 видів ссавців і до 400 видів птахів. Концентрація тварин, що мешкають в долині річки Луангва і її приток, вважають найвищою в Африці. Серед ссавців найчисленнішими є слони, леви, леопарди, буйволи, павіани, зебри, жирафи. Стада слонів, які мешкають у Південній Луангві можуть налічувати до 70 особин. Сьогодні Південна Луангва одне з місць, де найшвидше відновлюється популяція слонів .
Луки Луангви стали місцем годівлі для численних видів антилоп, буйволів та інших травоїдних. Тут збереглася велика популяція чорного носорога.
У національному парку багато водойм, у яких живуть крокодили та бегемоти. В парку проживає найбільша у світі популяція гіпопотамів. Під час сухого сезону перенаселена гіпопотамами річка стає місцем конфліктів і бійок за річку, що сильно пересихає.
В період дощів, з січня по березень, сюди прилітає велика кількість перелітних птахів. З пернатих мешканців національного парку можна відзначити вінценосних журавлів, степових орлів, пеліканів, марабу, великих чорних та білих чапель і безліч інших видів птахів.

## Історія
Спочатку він був створений як заповідник Луангва в 1904 році. Британський природоохоронець Норман Карр вплинув на створення національного парку Південна Луангва. Людина, яка випередила свій час, Норман Карр зламав шаблон сафарі з полюванням і створив природоохоронний туризм. 
У 1950-х роках він переконав верховного вождя виділити частину племінної землі як мисливський заповідник і побудував перший відкритий для публіки табір для спостереження за дичиною в Північній Родезії (нині Замбія). Гості знімали тварин на камери, а не вбивали їх рушницями; таким чином Південна Луангва стала домом для фотографічного та пішохідного сафарі. Прибуток від цього віддаленого фотографічного табору в буші повернувся громаді.